# Austin Ejide
Austin Emamchukwu Ejide (né le 8 avril 1984 à Onitsha) est un gardien de football nigérian.

## Biographie
Après avoir débuté au Gabros International, Austin rejoignit l'Étoile sportive du Sahel en 2003, alors qu'il était déjà international.
En effet, il a obtenu sa première cape en tant que remplaçant face à la Namibie, en juin 2001, lors du dernier match de qualification en vue de la Coupe d'Afrique des Nations. Il n'a ensuite plus été retenu. L'entraîneur, Adegboye Onigbinde, l'a pourtant rappelé pour les matches amicaux face au Paraguay et à l'Écosse, qui ont préparé la campagne nigériane de la Coupe du monde 2002 où il fut 3e gardien. Il fut également sélectionné pour la CAN 2006 et la CAN 2008. Il est aujourd'hui la doublure de Vincent Enyeama dans l'effectif des « Super Eagles ». Il compte en tout 17 sélections.
À l'été 2006, il fut suivi avec attention par le Paris-SG et par le FC Metz, alors en Ligue 1 mais après une longue période d'essai, il signa un contrat de trois années avec le SC Bastia. Les discussions furent longues entre les deux clubs qui se mirent finalement d'accord en septembre pour une indemnité de transfert tournant autour de 150 000 €. Il devint dès lors le gardien titulaire du club corse même si ses nombreuses blessures permirent à Jean-Louis Leca de jouer assez régulièrement. Austin Ejide alterna de bons matchs et des erreurs qui coûtèrent des points à son équipe.
En 2008, après avoir disputé 44 matchs en deux saisons, il se vit offrir un bon de sortie mais aucune offre ne parvint sur le bureau des dirigeants bastiais, malgré des rumeurs l'envoyant à Stoke City. Ejide perdit alors sa place au profit du brésilien Macedo Magno Novaes. Grâce à ses très bonnes performances, ce dernier gagna définitivement ses galons de titulaire et Ejide ne disputa aucune rencontre.
En juin 2009, arrivé en fin de contrat, Ejide ne fut pas prolongé.
Il signe finalement à l'Hapoël Petah-Tikva évoluant en Première Division du Championnat d'Israël de football pour la saison 2009-2010.
Il figure bien parmi les 23 joueurs de l'équipe du Nigeria de football pour la Coupe d'Afrique des nations de football 2010 en Angola, selon la liste dévoilée par son sélectionneur Shaibu Amodu.